# Abrunheira, Verride e Vila Nova da Barca
Abrunheira, Verride e Vila Nova da Barca (llamada oficialmente União das Freguesias de Abrunheira, Verride e Vila Nova da Barca) es una freguesia portuguesa del municipio de Montemor-o-Velho, distrito de Coímbra.

## Historia
Fue creada el 28 de enero de 2013 en aplicación de una resolución de la Asamblea de la República de Portugal promulgada el 16 de enero de 2013 con la unión de las freguesias de Abrunheira, Verride y Vila Nova da Barca, pasando su sede a estar situada en la antigua freguesia de Verride.

## Demografía
| Gráfica de evolución demográfica de Abrunheira, Verride e Vila Nova da Barca entre 2011 y 2021 |
|                                                                                                |
| Datos según el nomenclátor publicado por el INE portugués.                                     |